# Île Layrle
L’île Layrle est un îlot de Nouvelle-Calédonie appartenant administrativement à Boulouparis.